# Gos cobrador

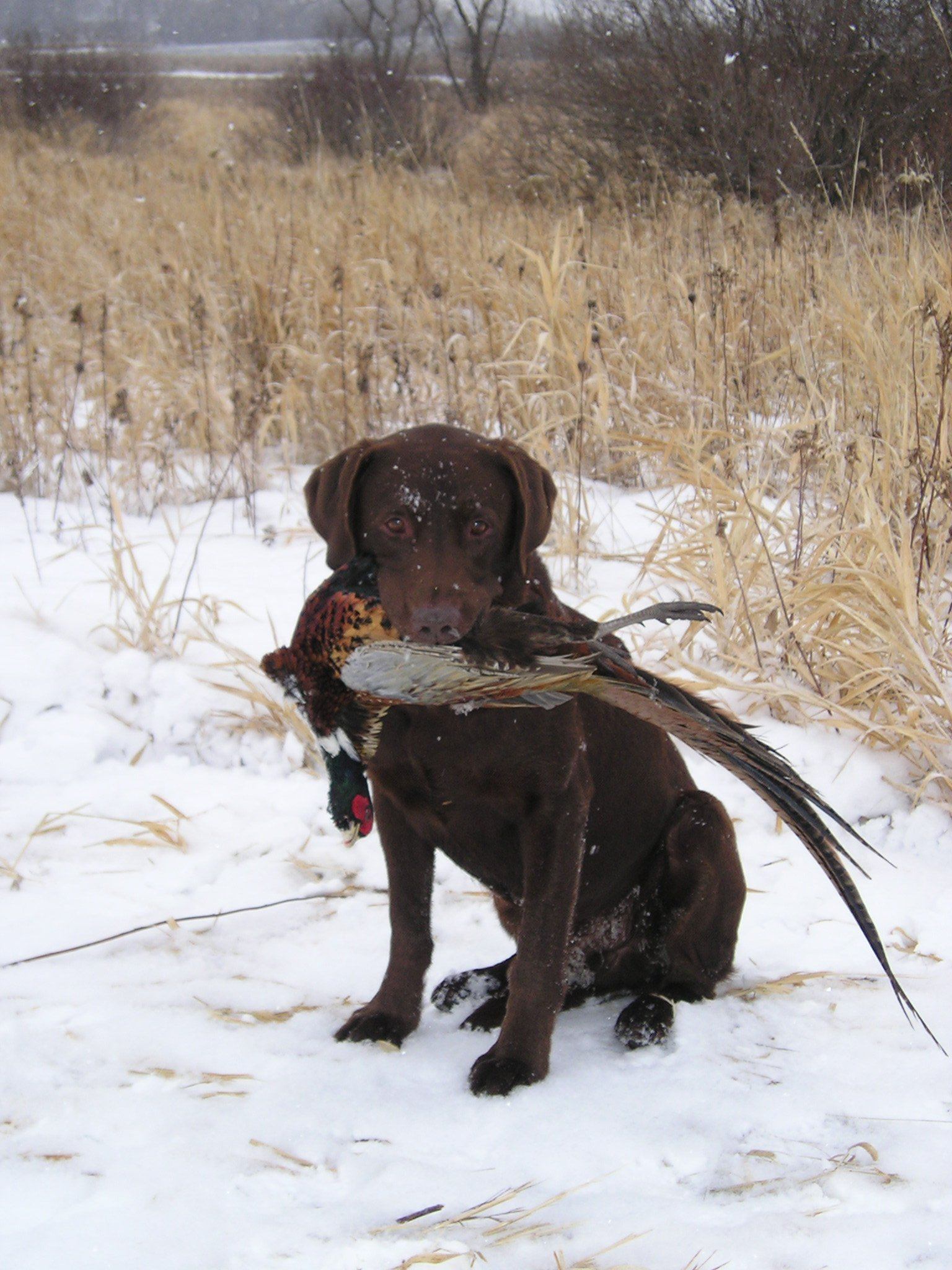
Un gos cobrador de boca tova serà suau a l'hora de recuperar i mantenir l'au.

El gos cobrador o ca que porta (retriever en anglès) són els gossos de caça especialitzats en la recuperació de les peces de caça i el seu lliurament al caçador. Els gossos cobradors executen aquesta tasca gairebé automàticament i sense haver-ne de rebre l'ordre. Generalment es considera una de les tres categories de gossos de caça, diferent del gos d'aigua i del gos de mostra.
Els gossos de cobrament estan especialitzats en la caça de ploma i caça a l'aigua. Es diferencien d'altres gossos de caça que també realitzen el cobrament, com els spaniel i els gossos de mostra, en tenir el que es coneix en l'argot dels caçadors com a boca tova :llur facilitat d'ensinistrament i el caràcter suau. Això ha fet que els retriever' siguin utilitzats actualment com a gossos d'ajut per a persones discapacitades.
La vida mitjana d'un retriever és d'uns 10-12 anys. Alguns poden viure fins a 15 anys.

## Races
La Federació Cinològica Internacional engloba les races retriever en la secció 1 del grup VIII, Gossos cobradors de caça.
|  |  |  |
|  |  |  |

## Altres races
- American Cocker Spaniel[14]
- American Water Spaniel[15]
- Barbet[16]
- Boykin Spaniel[17]
- Blackmouth Cur[18]
- Blue Lacy[19]
- Brittany[20][21]
- Clumber Spaniel[22]
- Dutch Partridge Dog[23]
- English Cocker Spaniel[24]
- English Setter[25]
- English Springer Spaniel[26]
- Épagneul Bleu de Picardie[27]
- Epagneul Pont-Audemer[28]
- Frisian Pointer (stabyhoun/stabij)[29]
- German Longhaired Pointer[30]
- German Shorthaired Pointer[31]
- German Wirehaired Pointer[32]
- German Water Spaniel[33]
- Gordon Setter[34]
- Hungarian Vizsla[35]
- Hungarian Wirehaired Vizsla[36]
- Italian Spinone[37]
- Irish Setter[38]
- Irish Water Spaniel[39]
- Newfoundland. Terranova.[40]
- Pointer[41]
- Poodle[42]
- Portuguese Water Dog[43][44]
- Spanish Water Dog. "Perro de agua español".[45]
- Sussex Spaniel[46]
- Tibetan Terrier[47]
- Weimaraner[48]
- Welsh Springer Spaniel[49]
- Wire-haired Pointing Griffon[50]